# Barossadeutsch
Barossadeutsch ist ein Dialekt der deutschen Sprache, der im Barossa Valley nahe Adelaide im australischen Bundesstaat South Australia gesprochen wurde.
Seit 1842 erfolgte die Einwanderung von Deutschen, die auf der Suche nach (religiöser) Freiheit aus Schlesien, Preußen und Posen ausgewandert waren und sich nun in Bethanien (heute: Bethany) an einen Neuanfang machten.
Der Dialekt verband die deutsche Sprache mit der Benutzung englischer Begriffe. Er war jedoch enger an die deutsche Hochsprache angelehnt als beispielsweise das ähnlich entstandene Pennsilfaanisch Deitsch in den USA. Ein Satzbeispiel lautet: Der rabbit ist über den fence gejumpt und hat die carrots abgenibbelt (Der Hase ist über den Zaun gehüpft und hat die Karotten abgenagt).
Während des Ersten Weltkriegs wurde die Verwendung der deutschen Sprache in Australien aktiv unterdrückt. So wurden deutsche Ortsnamen umbenannt. Auch brach die Einwanderung aus Deutschland kriegsbedingt ab. In der Folge verschwand Barossadeutsch zunehmend und wird heute selten gesprochen.